# Alfred Binet
Alfred Binet (Niça, 8 de juliol de 1857 - París, 18 d'octubre de 1911) va ser un psicòleg occità, inventor del primer test per mesurar el quocient intel·lectual. Va estudiar a París i va publicar articles sobre la hipnosi, els escacs, el fetitxisme eròtic, la memòria humana i la intel·ligència, àrea on es va fer famós. Proposava un test on les preguntes donessin una mesura científica de la capacitat mental dels infants, que podia variar de l'esperada a la seva edat per diverses patologies.
Va destacar principalment per les seves grans aportacions en el camp dels estudis sobre la intel·ligència mitjançant els tests mentals.

## Biografia
Pel que fa a la seva formació acadèmica i estudis, Binet es va llicenciar en dret l'any 1878, i posteriorment va estudiar ciències naturals a la Universitat de Sorbonne.
A part es va interessar per la psicologia i la va aprendre de manera autodidàctica gràcies als textos sobre psicologia de la National Library de París.
Mentre aprenia psicologia va anar formant la seva pròpia visió sobre aquest camp, tenint a John Stuart Mill i les seves idees sobre l'associacionisme com a referents i influències principals.
Un cop finalitzats els seus estudis, Binet va treballar a l'hospital Salpêtrière de Jean - Martin Charcot (París) des de l'any 1883 fins a l'any 1889 com a investigador i neuròleg, dimitint dels càrrecs quan es va desacreditar la hipnosi proposada per Charcot com a mètode de tractament dels pacients.
També va treballar com a investigador al Laboratori de Psicologia Experimental a la Sorbonne University (1891-1894), convertint-se en director d'aquesta des de l'any 1894 fins a l'any 1911.
L'any 1904 el Ministeri Francès d'Instrucció Pública el va nomenar membre de la Comissió per l'Educació dels Nens amb Retard.
L'any 1884, Binet es va casar amb Laura Balbiani i varen tenir dues filles: Madeleine (1885) i Alice (1887), les quals van participar com a subjectes experimentals en els estudis de Binet sobre la suggestió i l'atenció, fet que va permetre a Binet fer un estudi comparatiu sobre la intel·ligència i la mesura d'aquesta.
Influenciat per les idees de Francis Galton, l'any 1903 publicà un article basat en els resultats dels testos estandarditzats que havia realitzat a les seves filles.
L'any 1911 es va publicar l'escala d'intel·ligència Binet-Simon que varen dissenyar ell i Theodore Simon, un metge que va conèixer mentre treballava a la Universitat de Sorbonne.
Malauradament, però, Binet va morir aquell mateix any, precisament abans que la revisió de l'escala fos duta a terme.

## Context històric
Alfred Binet (1857-1911) va néixer i viure en un període històric ple de canvis. Per una part, va viure la Segona Revolució Industrial (1880-1914) la qual va suposar un creixement econòmic i un canvi en la concepció del treball. I per altra banda, el coneixement científic va donar un tomb al seu recorregut, va aparèixer la medicina social, la qual va fer front a les mancances sanitàries que suposava el canvi de qualitat de vida de la Segona Revolució Industrial.
Si ens centrem en l'àmbit de la psicologia, l'autor pertany al corrent de la psicologia diferencial. Aquest viu en un context on la disciplina obra els primers laboratoris de psicologia experimental a Cambridge i Londres el 1897. Malgrat això, però, l'avenç de la disciplina vindrà de la mà de les teories de l'evolució de Herbert Spencer (1820-1903) i Charles Darwin (1809-1882); així com de la psicologia diferencial introduïda per Francis Galton (1822-1911).
Aquest últim autor, Francis Galton, va posar l'èmfasi en mesurar i aplicar les anàlisis matemàtiques a les diferències individuals. Crea el primer laboratori antropomètric i és el creador dels primers tests psicològics amb l'objectiu de discernir les diferències individuals de les persones.
Altres autors com Charles Spearman (1863-1945) es van centrar en l'estudi de la intel·ligència, Henry Goddard (1856-1957) tradueix a l'anglès el test de Binet- Simon i per acabar, Lewis Terman (1877-1956) la modifica.

## Recorregut professional
La carrera d'Alfred Binet consta de 3 etapes molt diferenciades:
En primer lloc va treballar com a ajudant de Charcot a la Salpêtrière en el camp de l'hipnotisme.
Va desenvolupar una tècnica per aconseguir disminuir els símptomes negatius dels pacients. Consistia a atraure amb un imant les sensacions desagradables per fer-les desaparèixer després.
Un grup de científics, però, van intentar en diverses ocasions replicar aquest experiment i es van adonar que hi havia un control experimental escàs, és a dir, els resultats de la desaparició dels símptomes eren causats per la influència de l'experimentador no per l'imant. Els pacients sabien el que s'esperava d'ells.
Totes aquestes crítiques a la seva investigació el van desacreditar.
Com a conseqüència, va fer un gir a la seva carrera. Va decidir centrar-se en l'estudi de la intel·ligència basant-se en les seves filles de 2,5 i 4 anys. Va estudiar el seu desenvolupament intel·lectual i les capacitats perceptives i de pensament.
Com a conclusió de l'observació realitzada sobre les seves filles va extreure que la intel·ligència no pot basar-se (únicament) en processos sensorials donat que els infants tenen unes capacitats perceptives similars a les dels adults. Per Binet la intel·ligència es resumia en la capacitat d'adaptació a una cosa nova i diferent.
Posteriorment, seguint amb la recerca de la intel·ligència va crear els primers tests mentals (van servir de guia per altres autors com Jean Piaget).
Amb el seu ajudant van escriure l'article “Psicologia Individual” on proposaven diferents variables (sobretot de caràcter intel·lectual) determinants de la intel·ligència i la manera de mesurar-les.
A més a més, va proposar una mesura directa de la intel·ligència, és a dir, sense necessitat d'utilitzar els processos sensorials. I, precisament aquesta, va ser una de les majors crítiques que va rebre: volia accedir als processos superiors massa ràpid. Va invertir massa temps a passar tests i interpretar els seus resultats. A part, van veure que no hi havia correlació entre dos ítems que en teoria mesuraven el mateix.
Tot això, el va desacreditar com a professional de la intel·ligència i va decidir donar l'últim tomb a la seva vida professional.
A l'última etapa de la seva vida va estudiar l'avaluació de la deficiència intel·lectual. El seu objectiu era que els nens amb necessitat d'una atenció especial fossin identificats per així poder rebre aquest ajut.
L'any 1899, Binet s'uneix a Free Society for the Psychological Study of the Child, una organització que buscava validar científicament els resultats dels estudis amb nens, sobretot amb els que tenien problemes educatius.
Theodore Simon li demanà a Binet que fos director de la seva tesi doctoral (sobre els nens amb retard mental). Els dos professionals, a l'estudiar els nens deficients d'una escola es varen adonar que els tests creats per Galton i Cattell (el més utilitzats fins aquell moment) no servien per distingir un nen deficient de la resta, ja que es basava en mesures sensorials. És a dir, un nen cec o sord era diagnosticat amb retard mental.
Arran d'aquestes troballes, Binet i Simone elaboren nous tests amb mesures basades en processos cognitius complexes (ex: judici, raonament, imaginació…).
Van fer diverses proves amb diferents mostres de nens per esbrinar quins dels ítems funcionaven i, finalment, es van quedar amb 30 proves que fluctuaven de menor a major dificultat. Permetien establir un nivell intel·lectual en funció de l'edat mental. S'ha de remarcar que en aquestes proves no només s'anotaven els resultats finals sinó que també incloïen les conductes que el nen havia realitzat durant la prova.
Van crear la següent classificació: (associada al seu rang d'edat)
- Idiotes (2 anys) -> distingir objectes, seguir objectes amb la mirada
- Imbècils (3-6 anys) -> Assenyalar objectes, recordar números
- Morons (7-9 anys) -> Completar frases, trobar diferències
- Normals -> Pretenien mesurar el raonament

La fórmula que van idear per establir el quocient intel·lectual va ser: QI=(EM/EC).
Tot i que Binet, aquest cop, va intentar seguir bastant fidelment el mètode científic també va rebre crítiques en aquest àmbit, ja que es creia que va voler unificar en un únic índex totes les capacitats (complexes i variades) que componen la intel·ligència.
Una de les principals aportacions d'Alfred Binet va ser la seva definició sobre la intel·ligència:
“Segons sembla, la intel·ligència posseeix una facultat fonamental, la manca de la qual condiciona de manera notable la vida pràctica. Aquesta facultat és el raonament, altrament anomenat sentit pràctic, iniciativa, la facultat d'adaptar-se a un mateix a les circumstàncies. Una persona podrà ser un morò o un imbècil si manca de raonament; però amb un bon raonament mai podrà ser cap de les dues coses. De fet, la resta de facultats intel·lectuals semblen tenir poca importància comparades amb el raonament” (Binet & Simon, 1916, 1973, pp.42-43).
La perspectiva d'Alfred Binet, en conclusió, s'ha definit com a:
- Nativista no radical: Importància de l'educació (pioner de la psicologia aplicada a l'àmbit escolar).
- Ortopèdia mental: Útil per a preparar infants amb dificultats a l'escola.
- Exercicis per millorar voluntat, atenció i disciplina.
- Interessat per la individualitat.
- Concepció de la intel·ligència múltiple: unió de diferents facultats que ens fa més hàbils a l'hora d'adaptar-nos al medi.

## Obres
- La psychologie du raisonnement; Recherches expérimentales par l'hypnotisme
- Perception intérieure (1887).
- Etudes de psychologie expérimentale (1888).
- Les altérations de la personnalité (1892)
- Introduction à la psychologie expérimentale (1894)
- On Double Consciousness (1896).
- La fatigue intellectuelle (1898).
- La Suggestibilité (1900).
- Etude expérimentale de l'intelligence (1903).
- L'âme et le corps (1905).
- Les révélations de l'écriture d'après un contrôle scientifique (1906).
- Les enfants anormaux (1907).
- Les idées sur les enfants (1900).